# Lasius brunneus
Lasius brunneus (лат.) — вид мелких муравьёв из рода Lasius из подсемейства Formicinae семейства Formicidae.

## Описание
Рабочие имеют длину около 3—5 мм. Окраска тела коричневая (грудка и ноги светлее, брюшко темно-бурое). Муравейники в древесине, от подземных частей стволов и корней до ветвей деревьев. От близкого вида Lasius emarginatus отличается отсутствием отстоящих волосков на скапусе усика и голенях.

## Распространение
Западная Палеарктика (Европа, Малая Азия, Кавказ).

## Систематика
Относится к подроду Lasius s.str. Ранее к этому виду относился гималайский подвид Lasius brunneus himalayana Bingham, 1903 (=Lasius niger r. brunneus var. himalayanus Forel), выделенный позднее в самостоятельный вид Lasius himalayanus.
Вместе с видами Lasius silvaticus Seifert, 2020 (Иран), Lasius himalayanus Bingham, 1903 (Гималаи), Lasius excavatus Seifert, 2020 (Иран) и Lasius lasioides (Emery, 1869) (Южная Европа, Турция, Сирия, Израиль, Марокко, Тунис) образует комплекс видов Lasius brunneus.